# Winnetka Challenger 1988
Il Winnetka Challenger 1988 è stato un torneo di tennis facente parte della categoria ATP Challenger Series nell'ambito dell'ATP Challenger Series 1988. Il torneo si è giocato a Winnetka negli Stati Uniti dall'8 al 14 agosto 1988 su campi in cemento.

## Vincitori

### Singolare
Jeff Tarango ha battuto in finale  Gianluca Pozzi con il punteggio di 7–5, 5–7, 6–2

### Doppio
Ricardo Acuña /  Royce Deppe hanno battuto in finale  Jared Palmer /  Pete Sampras con il punteggio di 6–4, 6–4